# Capellanía de Loera
Capellanía de Loera es una localidad del estado mexicano de Guanajuato. Es parte del municipio de León.

## Demografía
| Gráfica de evolución demográfica |
|                                  |

| Censo | Población |
| ----- | --------- |
| 1900  | 127       |
| 1910  | 199       |
| 1921  | 107       |
| 1930  | 100       |
| 1940  | 187       |
| 1950  | 180       |
| 1960  | 300       |
| 1970  | 556       |
| 1980  | 468       |
| 1990  | 541       |
| 2000  | 441       |
| 2010  | 916       |
| 2020  | 1 463     |